# 夏侯令女

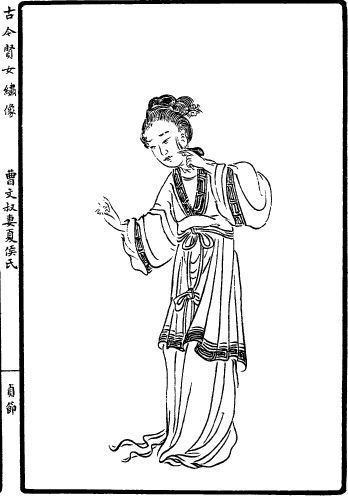
夏侯令女

夏侯 令女（かこう れいじょ、生没年不詳）は、中国三国時代の女性。名前は不詳、令女は字である。当時の烈女として知られた。父は夏侯文寧。叔父の名は不詳。

## 事跡
父は魏の皇室と縁の深い夏侯氏の出身だが、他の夏侯姓の名を知られた人物との系譜上の連枝関係が不明である。曹爽が誅殺された頃には、父は梁国の相となっていたことのみが伝わる。令女の事跡は、『三国志』「諸夏侯曹伝」に引用される皇甫謐の『列女伝』に残されている。
令女は曹爽の従弟である曹文叔（曹邵の孫、曹真の甥）に嫁いだが、早くに曹文叔を亡くした。その後、彼女に再婚の話が上がると髪を切り下ろし、続いて両耳も切り落として、亡夫のために貞節を守ったという。曹爽を頼りとしてその下にいたが、後に曹爽が誅殺されると、叔父が曹氏との縁を断ち切らせたため、令女は実家に引き取られた。
父は、令女が若いのに貞操を守り続けることを哀れみ、再び再婚話をもちかけた。すると、令女がそれに同意するかのような素振りを見せたので、家族の者が安心し警戒を緩めたが、今度は鼻を削ぎ落とし寝室に籠もってしまった。令女は母に血まみれの状態で発見された。家族の説得に対し、令女は曹家に対する仁義を貫くことをあくまで主張した。
令女の振る舞いに感動した司馬懿は、令女に養子を取らせ曹氏を継がせることを了承した。これらのことで令女は名声を博すことになった。